# Affaire Monnérat
L’affaire Monnérat est une affaire judiciaire qui débute le 10 juillet 1769 et tient son nom de Guillaume Monnérat, accusé à tort de contrebande.
Par ses développements politiques, cette erreur judiciaire participe à l'évolution des pratiques judiciaires de l'Ancien Régime mais contribue aussi à la disgrâce de Malesherbes et de Jacques Charpentier de Boisgibault.

## L'affaire
Un particulier, nommé Monnérat, dit Comtois ou La Feuillade, est soupçonné de contrebande par les fermiers généraux et fut privé de liberté sur base d'une lettre de cachet. Il reste vingt mois en prison à Bicêtre dans des conditions indignes. Finalement innocenté, il est libéré et avait manifestement été confondu avec une personne lui ressemblant physiquement. Il s'adresse à la Cour des aides, qui entend sa plainte et condamne les fermiers généraux à une rétractation solennelle et à 50 000 livres de dommages-intérêts. Marrières et Laroche, directeurs de la ferme du tabac, furent en outre décrétés d'ajournement personnel et leur procès fut instruit dans les règles.
Sur la base d'un rapport du contrôleur général des finances, l'abbé Terray, le roi Louis XV casse l'arrêt de la Cour des aides le 10 février 1770 et défend de donner aucune suite à la procédure. L'arrêt rendu par le Conseil d'État est politique, le jugement qui rendait justice à Monnérat étant trop défavorable aux fermiers généraux.
Malesherbes est convoqué chez le roi à Compiègne et vient y confirmer l'allégeance de la Cour des aides au Roi. Cependant, préoccupé par l'opacité et les iniquités du système judiciaire, Malesherbes s'obstine et adresse au roi une série de remontrances, dont celle du 14 août 1770, où il dénonce en particulier les lettres de cachet et le sentiment général d'oppression.

## Analyse
À travers cette affaire, la Cour des aides et Malesherbes non seulement attaquent le système judiciaire de l'Ancien Régime mais aussi font condamner des fermiers généraux et remettent en cause l'autorité royale. Ces événements sont amplifiés par la tension à cette époque entre le roi et les parlements. Le lit de justice de décembre 1770 n'en sera que l'aboutissement et suscite de nouvelles remontrances de Malesherbes, qui se voit cette fois condamné à l'exil par lettre de cachet le 8 avril 1771.